# Alma Vivoda
Alma Vivoda (Muggia, 23 januari 1911 – Triëst, 28 juni 1943) was een Italiaanse communistische verzetsstrijder tijdens de Tweede Wereldoorlog. Ze gaat door als de eerste vrouwelijke verzetsstrijder die de dood vond in Italië.

## Levensloop
Vivoda groeide op in de wijk Chiampore van Muggia in het Oostenrijkse markgraafschap Istrië, dat na de Eerste Wereldoorlog toeviel aan het koninkrijk Italië. Haar vader introduceerde haar in de communistische partij. Samen met haar man, Luciano Santalesa, baatte Vivoda haar vaders taverne uit in Muggia. De taverne was een trefpunt voor antifascisten en communisten. Het fascistisch bestuur in Istrië sloot de taverne in 1940. Vivoda stuurde hierop haar zoon Sergio naar een kostschool in Udine; zij en haar man gingen in de clandestiniteit. Ze vochten met antifascistische verzetsstrijders in Istrië. Op haar hoofd stond 10.000 lire. De strijd verhevigde in 1941 toen het koninkrijk Joegoslavië in ontbinding ging. De partizanen van Tito bereidden zich voor om het Italiaanse Istrië te veroveren.
Vivoda bevrijdde haar man uit een sanatorium (begin 1943), die daar verpleegd werd en tevens vastgehouden werd. In juni 1943 was Vivoda op missie in Triëst. Fascistische politiemensen schoten haar in het hoofd. Zij werd naar het ziekenhuis afgevoerd, waar ze overleed.

## Herdenking
Haar naam leefde voort bij partizanen in de regio Friuli-Venezia Giulia. In 1971 werd een herdenkingsmonument voor haar opgericht in Triëst, op de plek waar ze neergeschoten werd. 